# Cyril Genik

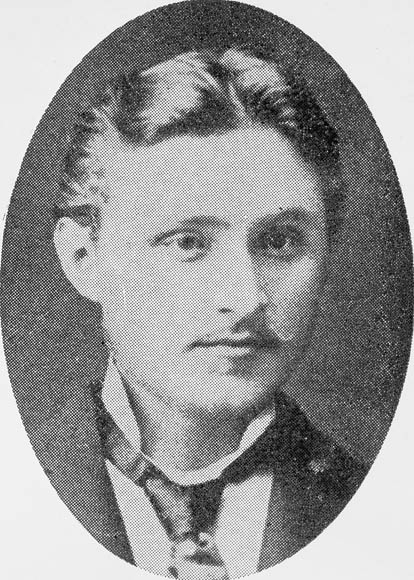
Cyril Genik (1857-1925)

Cyril Genik (1857 - 12 februarie 1925) a fost un agent de imigrare ucraineano-canadian. El este o persoană de  semnificație național-istorică.

## Biografie
Cyril Genik s-a născut în anul 1857 în Bereziv Nyzhnii, Galiția, fiul lui Ivan Genyk, un primar de sat, și al Anei Pertsovych. Genik a început studiile la Kolomyja, înainte de a merge  la ceea ce este acum Ivano-Frankivsk, pentru a termina studiile de învățământ didactic.
El a luat bacalaureatul în Lviv înainte de a fi numit, în 1879, profesor în județul Nadvirna. În 1882, Genik s-s întors în satul său natal unde a înființat o școală. În cursul anului 1880, Genik a deschis o afacere de morărit, precum și o cooperativă a producătorilor, pe care a numit-o Magazinul Carpați. În 1890, el a fost ales în Consiliul Municipal al orașului Kolomyja, unde își începuse studiile.
La un moment dat, Genik l-a întâlnit pe Iosif Oleskiw, un om care încuraja imigrația de ucraineni în Canada. Oleskiw l-a întrebat pe Genik dacă ar putea însoți și conduce al doilea contingent de ucraineni în călătoria lor spre Canada, ajutându-i să se stabilească. Genik și familia sa, soția și patru copii s-au alăturat unui grup de 64 de ucraineni, debarcând în orașul Quebec la data de 22 iunie 1896. Genik a condus contingentul său mai întâi la Winnipeg și apoi au înființat comunitatea Stuartburn, Manitoba, care acum  este considerată ca fiind prima comunitate canadiano-ucraineană în vestul Canadei. 
În luna august, Genik a depus o cerere pentru o parcelă de pământ în Stuartburn, dar apoi s-a răzgândit și s-a mutat din nou la Winnipeg. În aceeași lună, Oleskiw l-a recomandat pe Genik Departamentului Canadian de Interne, pentru funcția de agent de imigrare. În septembrie, Genik a fost angajat ca lucrător cu jumătate de normă al Ministerului, pentru  nevoile guvernului de interpretare și traducere.
În funcția lui de agent de imigrare, Genik a întâlnit noi imigranți ucraineni în orașul Quebec, încurajând utilizarea limbii engleze și abandonarea obiceiurilor tradiționale și servind ca și consilier ori de câte ori era nevoie. Volumul său de muncă a crescut  atât de mult, odată cu creșterea bruscă a imigrației ucrainene în Canada, încât pe la 1898 Genik a fost angajat salariat al guvernului canadian cu normă întreagă. Astfel, el a devenit primul funcționar public ucrainean, cu normă întreagă, al guvernului canadian.
În 1899, Genik a înființat, în casa lui, sala de lectură numită Taras Șevcenko, iar în 1903 primul ziar în limba ucraineană din Canada, “Fermierul Canadian”. Deși el însuși nu era religios, Genik era convins că ar trebui să existe o confesiune creștină, independentă de normele Ortodoxe grecești și rusești, și a fondat “Biserica Greacă Independentă”, în colaborare cu preoții Bisericii  Prezbiteriene din Winnipeg în 1903-1904. În 1911, în urma alegerilor generale din acel an, în care Partidul Liberal, favorizat de Genik, a pierdut alegerile, iar Genik pierzând slujba, și-a încheiat activitatea în sfera publică. El a trăit pentru o vreme în Statele Unite, dar a revenit la Winnipeg spre sfârșitul vieții sale, unde a murit pe 12 februarie 1925.
Către sfârșitul vieții sale, Genik a devenit atât de bine cunoscut în Comunitatea canadiano-ucraineană, încât a ajuns să fie cunoscut sub numele de “Țarul Canadei”.